# Solariella affinis
Solariella affinis är en snäckart som först beskrevs av Friele 1877.  Solariella affinis ingår i släktet Solariella och familjen pärlemorsnäckor. Inga underarter finns listade i Catalogue of Life.